# 天國 (日本人物)
天國，傳說中的日本刀鑄劍師，被稱為日本刀劍之祖，可能生活在日本奈良時代至平安時代之間。相傳他是日本刀小烏丸的鑄造者，創造了日本刀基本外型。

## 生平
對於天國的生平與經歷，後世記載不多，而且相互衝突，一說主要活動於大寶年間，一說為平安時代。